# Porotrichum usagarum
Porotrichum usagarum är en bladmossart som beskrevs av Mitten 1886. Porotrichum usagarum ingår i släktet Porotrichum och familjen Neckeraceae. Inga underarter finns listade i Catalogue of Life.